# Амик (озеро, Турция)
Амик (араб. بحيرة العمق‎, тур. Amik Gölü), Антиохийское озеро — бывшее крупное пресноводное озеро в бассейне реки Эль-Аси (античный Оронт) в провинции Хатай в Турции. Оно располагалось к северо-востоку от древнего города Антиохия (современная Антакья). Озеро было осушено в период с 1955 по 1975 год.

## Гидрология, история
Озеро Амик располагалось в центре равнины Амук. Площадь бассейна — 6600 км². Площадь озера менялась от 89 км² до 200 км² в зависимости от сезона и количества осадков. Высота над уровнем моря колебалась от 79 до 81 м. Оно было окружено обширной болотистой местностью. Питалось водами рек Карасу, Африн, Муратпаша, Топбогазы, Бакрас, Бекирли, Караали, Бедирге, Харим, Сарысу и Кызыларк, вытекала река Кючук-Аси (приток Эль-Аси)
9 февраля 1098 года в этих местах произошла битва близ Антиохийского озера.
Анализ осадочных пород показал, что озеро Амик окончательно сформировалось за последние 3000 лет в результате эпизодических наводнений и заиливания устья Оронта. Такое резкое увеличение площади озера привело к перемещению многих поселений в классический период; озеро стало важным источником рыбы и моллюсков для окрестностей и города Антиохии. Арабский географ XIV века Абу аль-Фида описал озеро как имеющее пресную воду и протянувшееся на 20 миль (32 км) в длину и семь в ширину. Путешественник XVIII века, Ричард Покок, отметил, что местные жители называли его «Бахр-Агуле» (Белое озеро) по причине цвета его вод.
К XX веку в окрестностях озера в 70 деревнях проживало около 50 000 жителей, которые занимались животноводством, заготовкой тростника, рыболовством (с особенно значительным промыслом угря) и сельским хозяйством, выращиванием сельскохозяйственных культур и кормов на пастбищах, образовавшихся в течение лета по мере отступления воды. Они также строили жилища, известные как хуг (тур. huğ), из тростника, собранного в озере.

## Экология
Озеро Амик было чрезвычайно ценным местом обитания на путях миграции водоплавающих и других птиц. Обладало богатой ихтиофауной. Вид лучеперых рыб (Hemigrammocapoeta caudomaculata) водился только в озере Амик.

## Осушение
В 1950—70-е годы озеро было постепенно осушено. В 2007 года в центре озера был построен аэропорт Хатай.
Осушение озера Амик нанесло серьезный ущерб окружающей среде. Мелиорированные и орошаемые земли пострадали от увеличения засоления почвы, чья продуктивность упала. Несмотря на дренажные работы, многие районы по-прежнему регулярно затапливаются, что требует постоянного обслуживания дренажных каналов и приводит к снижению продуктивности мелиорированных сельскохозяйственных угодий, а уровень грунтовых вод в некоторых точках резко упал в среднем с 20 до 400 метров.  Кроме того, падение уровня подземных вод привело к увеличению количества просадок и серьезному повреждению зданий.